# Cavenderichthys talbragarensis
Cavenderichthys talbragarensis è un pesce osseo estinto, vicino all'origine del teleostei. Visse nel Giurassico superiore (Titoniano, circa 150 milioni di anni fa) e i suoi resti fossili sono stati ritrovati in Australia.

## Descrizione
Questo pesce era di piccole dimensioni, e non superava i 15 centimetri di lunghezza. Era dotato di un corpo fusiforme, un cranio corto e alto e una mandibola più avanzata rispetto alla punta del muso. Le ossa craniche erano prive di ornamentazione, e la iomandibola era priva di processo preopercolare. Vi erano tre o quattro tubuli sensori, corti e larghi, sulla parte inferiore del preopercolo, uno verso l'angolo e uno nella parte superiore. 
La pinna dorsale si inseriva appena dopo la metà del corpo, ed era sostanzialmente nella stessa posizione delle pinne pelviche; la pinna anale era molto più arretrata, mentre la pinna caudale era profondamente biforcuta. Le pinne pettorali erano dotate di 12 o 13 raggi.

## Classificazione
I primi fossili di questo pesce vennero scoperti nella zona di Talbragar, nei pressi di Gulgong nel Nuovo Galles del Sud (Australia), e vennero descritti nel 1895 da Arthur Smith Woodward come Leptolepis talbragarensis. Solo nel 1970 Cavender pose dubbi sull'effettiva appartenenza al genere Leptolepis, usato per lungo tempo come un "cestino dei rifiuti" per qualunque nuova specie fossile di piccoli pesci ossei mesozoici al pari di Pholidophorus. 
Il genere Cavenderichthys, tuttavia, venne istituito solo nel 1997 da Gloria Arratia. Successivamente uno studio del 2015 indicò che Cavenderichthys, insieme all'affine Waldmanichthys (anch'esso australiano) e al sudamericano Luisiella, facevano parte di un clade (Luisiellidae) ancestrale ai veri teleostei. Ulteriori ricerche, tuttavia, indicarono che i due generi australiani erano in realtà strettamente imparentati con gli europei Orthogonikleithrus e Leptolepides, nell'ambito dei teleostei e vicini al clade degli Osteoglossocephala (il gruppo comprendente gli Osteoglossomorpha e i teleostei più derivati) (Bean e Arratia, 2019).